# Лайонс-Гейт (міст)
Міст Лайонс-Гейт (англ. Lions Gate Bridge) — автомобільний міст у канадському місті Ванкувер. Перетинає затоку Беррард і поєднує Ванкувер з його північними муніципалітетами.
Загальна довжина мосту, включаючи шляхопровід на північній стороні, складає 1823 м. Довжина основного прольоту — 473 м. Висота берегових пілонів — 111 м.
На мосту влаштовано три смуги для автотранспорту, середня слугує смугою реверсивного руху. Денний трафік коливається у діапазоні від 60 000 до 70 000 авто. Рух вантажних автівок масою більше 13-ти тонн заборонено. Також заборонений рух автомобілів з ошипованими шинами.

## Історія
Будівництво мосту розпочалося 31 березня 1937 року. Через півроку міст побудували. Вартість будівництва склала 5 873 837,17 канадських доларів.
Рух було відкрито 14 листопада 1938 року. Офіційне відкриття мосту, в якому взчли участь король Георг VI та королева Єлизавета, відбулося 29 травня 1939 року.
Одразу після відкриття за проїзд по мосту стягувалася платня в розмірі 25 центів. 20 січня 1955 року сімейство Гіннесів, що було головним інвестором будівництва і власником моста, продали його владі Британської Колумбії, і внаслідок цього у 1963 році платня за проїзд була скасована.
Із самого початку міст мав тільки дві смуги для пересування автомобілів. Однак, як і було сказано раніше, населення північних передмість швидко збільшувалося із появою моста, і транспортне навантаження на нього збільшувалося із кожним роком. Це призвело до розділу його на три смуги та влаштування реверсивного руху по центральній. Установлені над дорогою світлофори розпочали змінювати напрям смугового руху в залежності від переважаючого на певний момент напряму трафіку. Також за необхідності швидко пропустити автомобілі екстрених служб світлофор над центральною смугою, взагалі забороняв рух по ній. Така схема руху на мосту застосовується й понині.

## Галерея

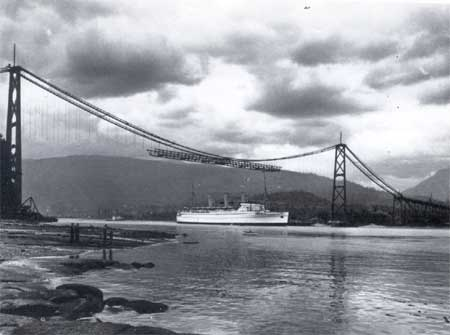
Міст під час будівництва (1938)
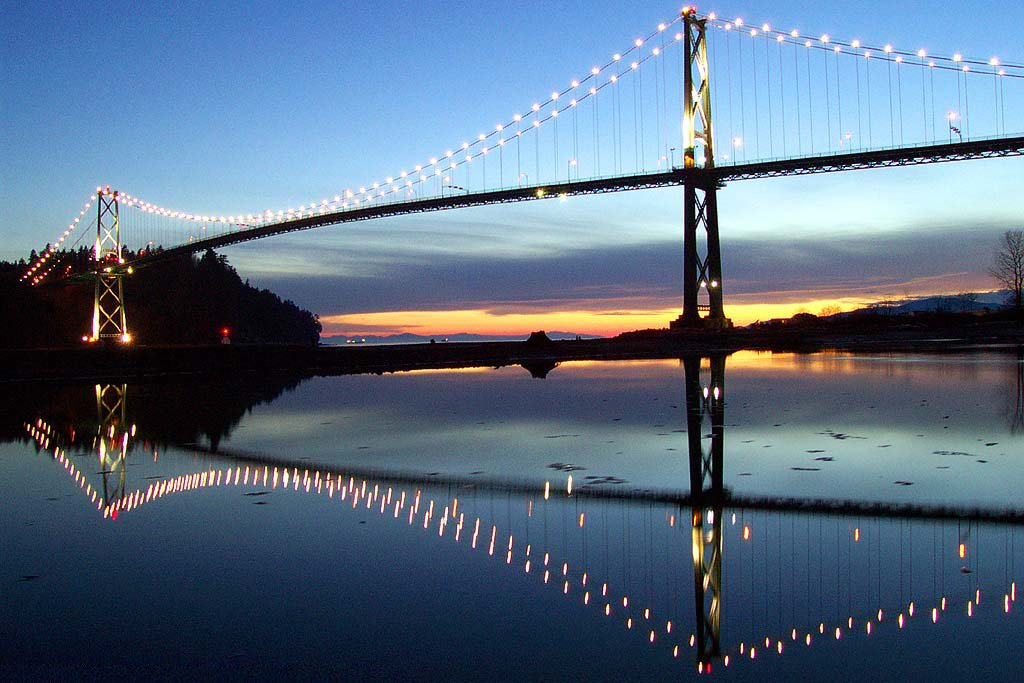
Міст під час заходу сонця (2002)
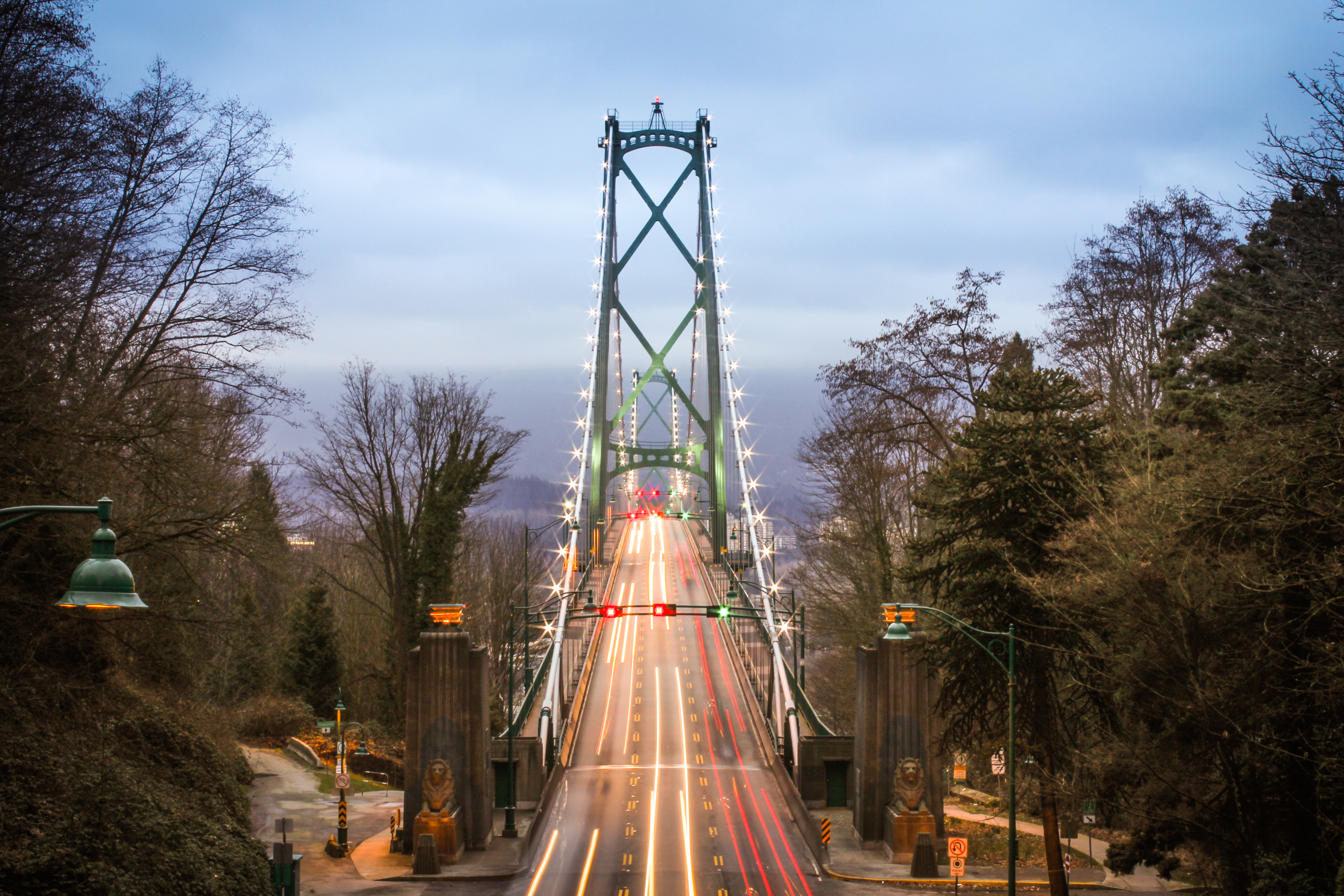
Вид на міст від парку Стенлі (2013)